# ノーフォーク・アンド・ウエスタン鉄道Jクラス蒸気機関車
ノーフォーク・アンド・ウエスタン鉄道Jクラス蒸気機関車 （The Norfolk and Western J class）は、 ノーフォーク・アンド・ウェスタン鉄道 （N&W）で製造された車軸配置4-8-4の流線形蒸気機関車。かつてN&Wの自社車両製造工場であったロアノーク工場で、1941年から1950年にかけて計14両が製造され、1950年代後半まで主に旅客列車に使用された。
アメリカ合衆国で製造された、最後の旅客用蒸気機関車として知られている。

## 設計
1930年代後半の世界恐慌後に増加した旅客輸送量に対応するため、N&Wはより強力かつ高速走行可能な蒸気機関車を開発した。
Jクラスは10平方メートルの巨大な火室と、約20.4気圧の高圧力をもたらす巨大なボイラーを持っていた。 また安定した高速走行を可能にするべく、車軸やロッド、ピストン、バルブギア等にローラーベアリングを全面的に採用し、それらは軽量部品で構成された。さらにメンテナンスの軽減と稼働率向上のため、200箇所以上に自動給油装置が備えられた。
動輪直径が1778mmとアメリカの旅客用機関車として小さかったものの、上記の構成部品と巨大ボイラーを支えるために強化された台枠で、勾配区間での空転やハンマーブローを抑制させることができた。レシプロマスは705キロで、ニューヨーク・セントラル鉄道J3クラスの450キロに及ばなかったが、時速112キロで4.1トンに抑えられた。 
そしてJクラスの特徴的なデザインは、設計当時の1930年代後半にアメリカで流行した流線形を採用し、黒色の車体にトスカーナレッドと金のストライプを施した。

## 運用
Jクラスは1941年11月より営業運転を開始した。しかし製造中にアメリカが第二次世界大戦に参戦するすると、資材の使用制限のためNo.605～No.610は、一時的に流線形カバー撤去と一部軽量部品の削減という形で製造されることとなった（大戦後には流線形カバーと軽量部品の追加改造が実施された）。
1944年後半には、テスト走行としてペンシルバニア鉄道にも貸し出されて、フォートウェイン支線（イリノイ州シカゴ～オハイオ州クレストライン）の115Kmを15両（1015t 相当）の列車を牽引して、180Km/hの速度を記録した。
より高い牽引力を生み出す巨大ボイラーと、空転の少ない強化された動輪は、山岳地帯のN&Wの路線でも安定した高速走行が可能であったため、Jクラスは主にノーフォーク～シンシナティ間の特急列車に使用されることとなった。1946年には、同区間を走行するN&Wの新しい看板列車ポワンタン・アローの牽引機関車として使用され、またモンロー～ブリストル間ではサザン鉄道の一部の列車を牽引することもあった。
他の鉄道会社ではディーゼル機関車による動力近代化が図られていたものの、確実な走行実績を持っていたJクラスは製造が継続され、1950年に最終グループとなるNo.611～No.613が完成した。そしてこのグループの完成をもって、アメリカ合衆国における旅客用蒸気機関車の製造が終了した。
1958年に入ると、N&Wにもディーゼル機関車の導入が開始され、晩年は多くが普通貨物列車に使用された。

## No.611
No.611は1950年に完成した最終グループの一台で、1959年に引退した後は1962年からロアノーク交通博物館（現：ヴァージニア交通博物館）に静態保存されていたが、1981年にN&W（のちにノーフォーク・サザン鉄道に改名）はNo.611を動態復帰させることを決定し、翌1982年から観光列車の運行を開始した。
1984年にはアメリカ機械学会（ASME）より機械工学歴史的建造物に指定された。